# Marc-André ter Stegen
Marc-André ter Stegen (Mönchengladbach, 30 aprile 1992) è un calciatore tedesco, portiere del Barcellona, di cui è capitano, e della nazionale tedesca.
Nel 2012 è stato inserito nella lista dei migliori calciatori nati dopo il 1991 stilata da Don Balón.

## Biografia
Ha origini olandesi da parte di padre.

## Caratteristiche tecniche
Considerato uno dei portieri migliori del mondo, dispone di ottimi riflessi ed è molto abile nelle uscite e nel coprire lo specchio della porta ai giocatori avversari. Ter Stegen è molto bravo nei passaggi per via della sua ottima visione di gioco con cui inizia l'azione dalle retrovie (tanto da essere definito uno sweeper-keeper o libero aggiunto), oltre che nel posizionamento. In più è dotato anche di ottimo atletismo ed è bravo a parare i rigori.

## Carriera

### Club

#### Borussia Mönchengladbach

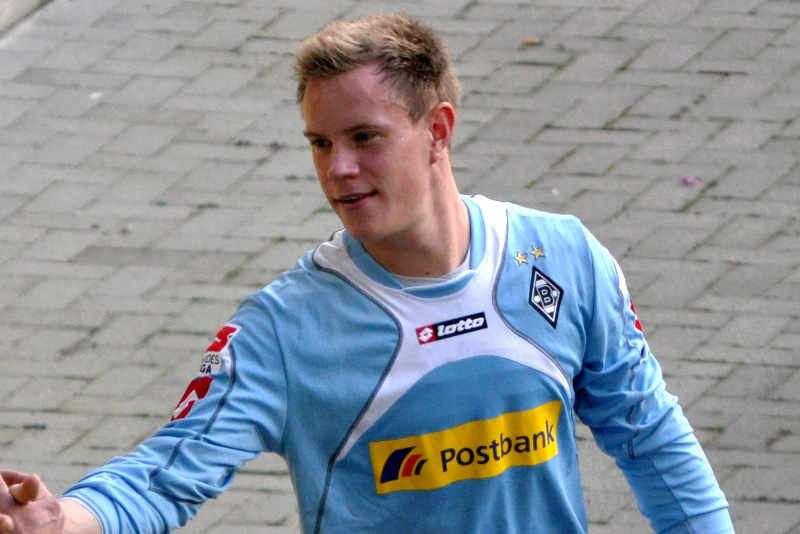
Ter Stegen con la maglia del Borussia Mönchengladbach nel 2011

Ter Stegen ha iniziato la sua carriera nelle giovanili del Borussia Mönchengladbach nel 1996 all'età di 4 anni. Ha attraversato l'intero settore giovanile fino al 2009, quando firma il suo primo contratto da professionista. Durante il 2010 fa il suo esordio, da professionista, con la maglia della seconda squadra del Borussia Mönchengladbach, in occasione della vittoria, in trasferta per 3-2, contro il Wormatia Worms. Conclude la stagione 2009-2010 totalizzando 3 presenze dove subisce 4 reti.
La stagione successiva diventa il titolare della seconda squadra del Borussia Mönchengladbach e le sue prestazioni gli permettono di guadagnare la convocazione in prima squadra. Il 10 aprile 2011 l'allenatore del Gladbach Lucien Favre lo fece esordire in Bundesliga nel derby contro il Colonia, partita vinta per 5-1. Ha poi ottenuto la riconferma per le restanti sei partite di campionato più i due spareggi salvezza contro il Bochum. Il positivo finale di stagione gli ha consegnato una maglia da titolare anche per la stagione successiva.
Nella stagione 2011-2012 viene nominato come portiere titolare della prima squadra; il giovane portiere, per ricambiare la fiducia offerta dall'allenatore, mostra tutte le sue sorprendenti capacità che permettono al club di piazzarsi al 4º posto in campionato e di conquistare così la qualificazione in Champions League. Il 21 agosto 2012 fa il suo esordio, in Champions League, in occasione della partita di andata dei preliminari contro la Dinamo Kiev; la partita viene però persa per 3-1, che sommato con il risultato della partita di ritorno, 2-1 per i tedeschi, non permette al Borussia Mönchengladbach di qualificarsi per la fase a gironi ma di giocare in quella stagione in Europa League. Il 20 settembre 2012 scende in campo, per la prima volta in una partita di Europa League, contro l'AEL Limassol, partita che viene pareggiata per 0-0.

#### Barcellona

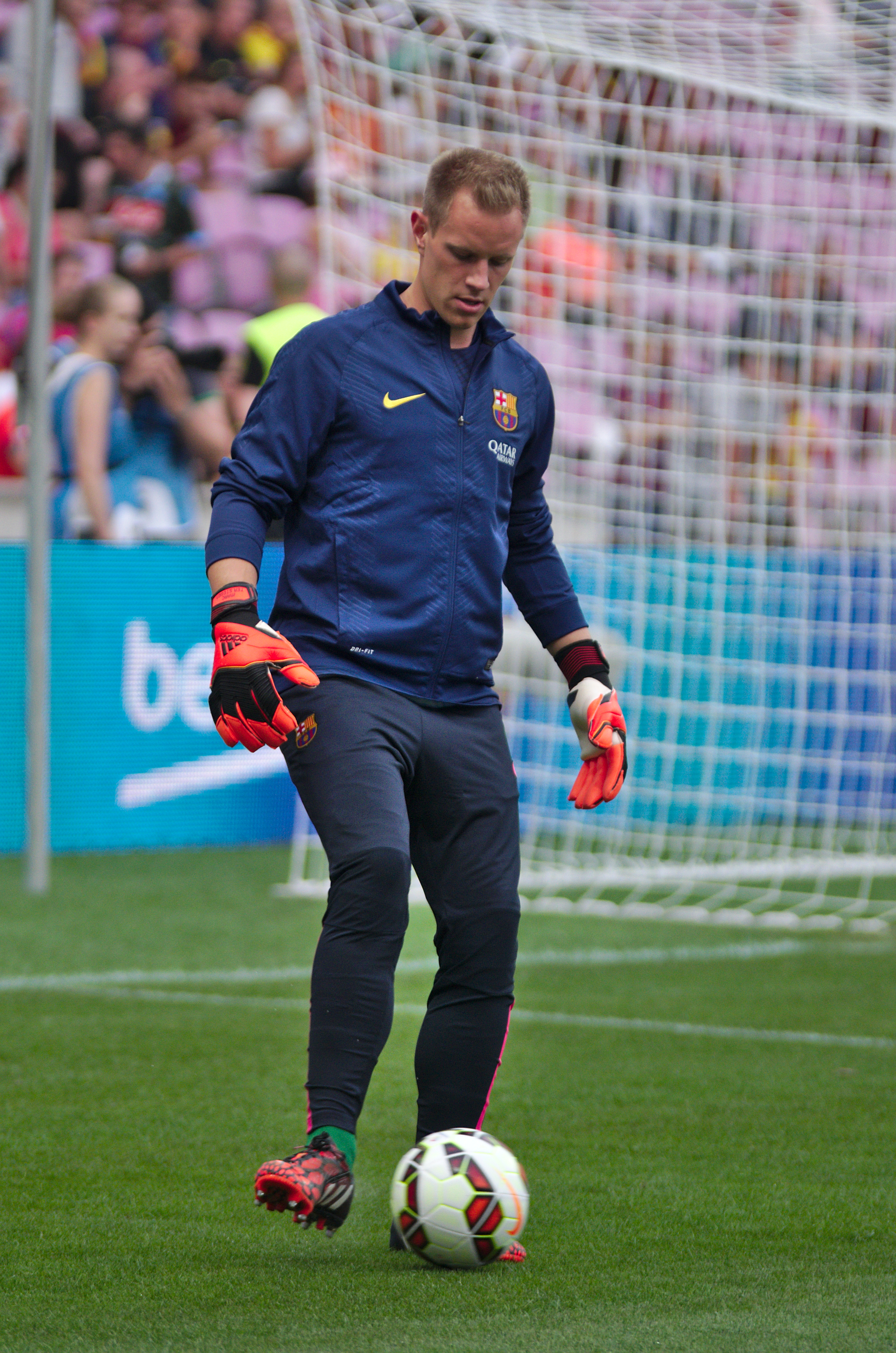
Ter Stegen durante un riscaldamento con il Barcellona nel 2014

Il 19 maggio 2014 viene ufficializzato il suo acquisto da parte del Barcellona, per sostituire il partente Víctor Valdés. L'acquisto si è concluso per circa 15 milioni di euro, mentre ha destato scalpore l'importanza della clausola rescissoria, quantificata in 80 milioni di euro. Esordisce il 17 settembre 2014, in occasione della partita, della fase a gironi di Champions League, vinta per 1-0 contro l'APOEL. Il 17 maggio 2015 vince il campionato spagnolo. Il 30 maggio successivo, giocando da titolare, vince la sua prima Coppa del Re, grazie alla vittoria dei blaugrana sull'Athletic Bilbao, sconfitto 3-1 in finale. Il 6 giugno 2015, scendendo in campo da titolare, vince anche la Champions League grazie alla vittoria, per 3-1, sugli italiani della Juventus. Conclude la stagione conquistando il famoso Triplete e ottenendo personalmente un bottino di 21 presenze e 16 reti subite tra Champions League e Coppa di Spagna non giocando però alcuna partita di campionato.
L'11 agosto 2015, disputando la partita da titolare, vince la Supercoppa UEFA contro il Siviglia, per 5-4. Il 17 agosto successivo, dopo aver perso l'andata per 4-0, la sua squadra perde la Supercoppa di Spagna contro l'Athletic Bilbao. Il 12 settembre 2015 disputa la sua prima partita nel campionato spagnolo in occasione della trasferta vinta, per 1-2, contro l'Atlético Madrid. Il 20 dicembre successivo vince la sua prima Coppa del mondo per club visto che la sua squadra si impone, per 3-0, sugli argentini del River Plate.
Dalla stagione 2016-2017, dopo la partenza di Claudio Bravo, diviene il portiere titolare in tutte le competizioni. Termina la stagione con 46 partite giocate e 47 gol subiti, vincendo la Coppa del Rey e venendo eliminato in Champions League dalla Juventus.
La stagione seguente, 2017-2018, disputa 48 partite subendo 39 gol, vincendo la Liga e la Coppa del Rey, ma viene nuovamente eliminato in Champions League, questa volta ad opera della Roma, che riuscì clamorosamente a ribaltare il risultato complessivo (il Barcellona vinse 4-1 all'andata, ma i giallorossi riuscirono a trionfare per 3-0 al ritorno).
Nelle stagioni successive mantiene il ruolo di portiere titolare della compagine blaugrana, conquistando un'ulteriore Coppa del Rey e laureandosi in altre due occasioni campione di Spagna, nel 2019 e nel 2023.

### Nazionale

#### Giovanile
Nel 2009 viene convocato dalla Nazionale Under-17 di calcio della Germania per partecipare al Campionato europeo di calcio Under-17. Esordisce, in tale competizione, il 6 maggio nella vittoria, per 3-1, contro la Turchia. Il 12 maggio seguente la Germania si qualifica, come testa di serie, per la semifinale dove affronta l'Italia. Il 15 maggio disputa anche la semifinale che viene vinta per 2-0 ai danni dell'Italia e passa in finale.. Tre giorni dopo vince la competizione ai danni dell'Olanda, la partita viene vinta per 2-1 ai tempi supplementari.
Grazie alla vittoria del Campionato europeo, la Germania si qualifica anche al Campionato mondiale di calcio Under-17 2009 in Nigeria e anche in questa occasione il giovane portiere tedesco viene convocato. Esordisce, nel Mondiale U-17, il 24 ottobre nel pareggio per 3-3 contro i padroni di casa della Nigeria. Il 30 ottobre si piazza al terzo posto nel girone e riesce a superare il turno. Negli ottavi di finale, la Germania pesca la Svizzera, la partita viene vinta proprio dai Rossocrociati per 4-3 nei tempi supplementari.
Il 29 febbraio 2012 esordisce con la maglia della Germania Under-21, scende in campo, in occasione delle qualificazioni per il Campionato europeo di calcio Under-21, nella vittoria per 1-0 contro la Grecia.
Il 26 maggio 2015 viene inserito nella lista provvisoria di 28 giocatori che parteciperanno al Campionato europeo di calcio Under-21 2015 che si terrà in Repubblica Ceca. Il 7 giugno successivo viene selezionato nella lista definitiva dei 23 che partiranno per la spedizione europea. La prima partita la disputa 17 giugno, in occasione della prima partita, della fase a gironi, pareggiata, per 1-1, contro i pari età della Serbia. Il 23 giugno lui e la sua squadra superano la fase a gironi come seconda classificata, dietro la Danimarca. Il 27 giugno successivo perde la semifinale, contro il Portogallo, per 5-0.

#### Maggiore
Il 26 maggio 2012 esordisce da titolare con la maglia della Nazionale maggiore in occasione dell'amichevole persa per 5-3 contro la Svizzera.
Viene convocato per gli Europei 2016 in Francia e l'anno seguente per la Confederations Cup in Russia, in cui vincerà il trofeo in finale contro il Cile e verrà anche eletto miglior giocatore della finale. Dopo avere giocato parte delle qualificazioni ai Mondiali di Russia 2018 da titolare per via dell'infortunio accorso a Manuel Neuer, viene convocato per la manifestazione iridata, dove tuttavia non scende mai in campo in quanto è stato il secondo di Neuer.
Nel settembre 2019 ha poi avuto uno scontro con lo stesso Neuer, per il fatto che non fosse lui il titolare della selezione tedesca.
Il 17 maggio 2021 non viene convocato per l'europeo a causa di un'operazione al ginocchio.
Dopo essere stato la riserva di Neuer anche ai Mondiali 2022, nel 2023 diventa il portiere titolare dei tedeschi a seguito dell'infortunio accorso a quest'ultimo nel dicembre 2022.
Tuttavia a Euro 2024, a seguito del ritorno dall'infortunio di Neuer, torna a essere la sua riserva.
Al termine della rassegna continentale Neuer lascia la nazionale, consentendo così a ter Stegen di diventarne il titolare dopo 12 anni.
Viene convocato per la fase finale della Nations League 2024-2025 che si svolgono in Germania.

## Statistiche

### Presenze e reti nei club
Statistiche aggiornate al 25 maggio 2025.
| Stagione                      | Squadra                       | Campionato                    | Campionato | Campionato | Coppe nazionali | Coppe nazionali | Coppe nazionali | Coppe continentali | Coppe continentali | Coppe continentali | Altre coppe | Altre coppe | Altre coppe | Totali | Totali |
| Stagione                      | Squadra                       | Comp                          | Pres       | Reti       | Comp            | Pres            | Reti            | Comp               | Pres               | Reti               | Comp        | Pres        | Reti        | Pres   | Reti   |
| ----------------------------- | ----------------------------- | ----------------------------- | ---------- | ---------- | --------------- | --------------- | --------------- | ------------------ | ------------------ | ------------------ | ----------- | ----------- | ----------- | ------ | ------ |
| 2009-2010                     | Borussia M'gladbach II        | RL                            | 3          | -4         | -               | -               | -               | -                  | -                  | -                  | -           | -           | -           | 3      | -4     |
| 2010-2011                     | Borussia M'gladbach II        | RL                            | 15         | -19        | -               | -               | -               | -                  | -                  | -                  | -           | -           | -           | 15     | -19    |
| Totale Borussia M'gladbach II | Totale Borussia M'gladbach II | Totale Borussia M'gladbach II | 18         | -23        |                 | -               | -               |                    | -                  | -                  |             | -           | -           | 18     | -23    |
| 2010-2011                     | Borussia M'gladbach           | BL                            | 6+2        | -3 + -1    | CG              | 0               | 0               | -                  | -                  | -                  | -           | -           | -           | 8      | -4     |
| 2011-2012                     | Borussia M'gladbach           | BL                            | 34         | -24        | CG              | 5               | -2              | -                  | -                  | -                  | -           | -           | -           | 39     | -26    |
| 2012-2013                     | Borussia M'gladbach           | BL                            | 34         | -47        | CG              | 2               | -1              | UCL+UEL            | 2+7                | -4 + -11           | -           | -           | -           | 45     | -63    |
| 2013-2014                     | Borussia M'gladbach           | BL                            | 34         | -43        | CG              | 1               | 0               | -                  | -                  | -                  | -           | -           | -           | 35     | -43    |
| Totale Borussia M'gladbach    | Totale Borussia M'gladbach    | Totale Borussia M'gladbach    | 108+2      | -117 + -1  |                 | 8               | -3              |                    | 9                  | -15                |             | -           | -           | 127    | -136   |
| 2014-2015                     | Barcellona                    | PD                            | 0          | 0          | CR              | 8               | -5              | UCL                | 13                 | -11                | -           | -           | -           | 21     | -16    |
| 2015-2016                     | Barcellona                    | PD                            | 7          | -7         | CR              | 7               | -4              | UCL                | 10                 | -8                 | SS+SU+Cmc   | 1+1+0       | -4 + -4 + 0 | 26     | -27    |
| 2016-2017                     | Barcellona                    | PD                            | 36         | -33        | CR              | 1               | -2              | UCL                | 9                  | -12                | SS          | 0           | 0           | 46     | -47    |
| 2017-2018                     | Barcellona                    | PD                            | 37         | -28        | CR              | 0               | 0               | UCL                | 9                  | -6                 | SS          | 2           | -5          | 48     | -39    |
| 2018-2019                     | Barcellona                    | PD                            | 35         | -32        | CR              | 2               | -1              | UCL                | 11                 | -9                 | SS          | 1           | -1          | 49     | -43    |
| 2019-2020                     | Barcellona                    | PD                            | 36         | -36        | CR              | 2               | -1              | UCL                | 8                  | -13                | SS          | -           | -           | 46     | -50    |
| 2020-2021                     | Barcellona                    | PD                            | 31         | -32        | CR              | 4               | -5              | UCL                | 5                  | -9                 | SS          | 2           | -4          | 42     | -50    |
| 2021-2022                     | Barcellona                    | PD                            | 35         | -34        | CR              | 1               | -3              | UCL+UEL            | 6+6                | -9 + -8            | SS          | 1           | -3          | 49     | -57    |
| 2022-2023                     | Barcellona                    | PD                            | 38         | -18        | CR              | 3               | -4              | UCL+UEL            | 5+2                | -10 + -4           | SS          | 2           | -3          | 50     | -39    |
| 2023-2024                     | Barcellona                    | PD                            | 28         | -27        | CR              | 0               | 0               | UCL                | 8                  | -10                | SS          | 0           | 0           | 36     | -37    |
| 2024-2025                     | Barcellona                    | PD                            | 8          | -9         | CR              | 0               | 0               | UCL                | 1                  | -2                 | SS          | 0           | 0           | 9      | -11    |
| Totale Barcellona             | Totale Barcellona             | Totale Barcellona             | 291        | -256       |                 | 28              | -25             |                    | 93                 | -111               |             | 10          | -24         | 422    | -416   |
| Totale carriera               | Totale carriera               | Totale carriera               | 417+2      | -396 + -1  |                 | 36              | -28             |                    | 102                | -126               |             | 10          | -24         | 567    | -575   |

### Cronologia presenze e reti in nazionale
| Cronologia completa delle presenze e delle reti in nazionale ― Germania | Cronologia completa delle presenze e delle reti in nazionale ― Germania | Cronologia completa delle presenze e delle reti in nazionale ― Germania | Cronologia completa delle presenze e delle reti in nazionale ― Germania | Cronologia completa delle presenze e delle reti in nazionale ― Germania | Cronologia completa delle presenze e delle reti in nazionale ― Germania | Cronologia completa delle presenze e delle reti in nazionale ― Germania | Cronologia completa delle presenze e delle reti in nazionale ― Germania |
| Data                                                                    | Città                                                                   | In casa                                                                 | Risultato                                                               | Ospiti                                                                  | Competizione                                                            | Reti                                                                    | Note                                                                    |
| ----------------------------------------------------------------------- | ----------------------------------------------------------------------- | ----------------------------------------------------------------------- | ----------------------------------------------------------------------- | ----------------------------------------------------------------------- | ----------------------------------------------------------------------- | ----------------------------------------------------------------------- | ----------------------------------------------------------------------- |
| 26-5-2012                                                               | Basilea                                                                 | Svizzera                                                                | 5 – 3                                                                   | Germania                                                                | Amichevole                                                              | -5                                                                      |                                                                         |
| 15-8-2012                                                               | Francoforte sul Meno                                                    | Germania                                                                | 1 – 3                                                                   | Argentina                                                               | Amichevole                                                              | -3                                                                      | 32’                                                                     |
| 2-6-2013                                                                | Washington                                                              | Stati Uniti                                                             | 4 – 3                                                                   | Germania                                                                | Amichevole                                                              | -4                                                                      |                                                                         |
| 13-5-2014                                                               | Amburgo                                                                 | Germania                                                                | 0 – 0                                                                   | Polonia                                                                 | Amichevole                                                              | -                                                                       | 46’                                                                     |
| 29-3-2016                                                               | Monaco di Baviera                                                       | Germania                                                                | 4 – 1                                                                   | Italia                                                                  | Amichevole                                                              | -1                                                                      |                                                                         |
| 29-5-2016                                                               | Augusta                                                                 | Germania                                                                | 1 – 3                                                                   | Slovacchia                                                              | Amichevole                                                              | -1                                                                      | 46’                                                                     |
| 31-8-2016                                                               | Mönchengladbach                                                         | Germania                                                                | 2 – 0                                                                   | Finlandia                                                               | Amichevole                                                              | -                                                                       | 46’                                                                     |
| 11-11-2016                                                              | Serravalle                                                              | San Marino                                                              | 0 – 8                                                                   | Germania                                                                | Qual. Mondiali 2018                                                     | -                                                                       |                                                                         |
| 22-3-2017                                                               | Dortmund                                                                | Germania                                                                | 1 – 0                                                                   | Inghilterra                                                             | Amichevole                                                              | -                                                                       |                                                                         |
| 10-6-2017                                                               | Norimberga                                                              | Germania                                                                | 7 – 0                                                                   | San Marino                                                              | Qual. Mondiali 2018                                                     | -                                                                       |                                                                         |
| 22-6-2017                                                               | Kazan'                                                                  | Germania                                                                | 1 – 1                                                                   | Cile                                                                    | Conf. Cup 2017 - 1º turno                                               | -1                                                                      |                                                                         |
| 25-6-2017                                                               | Soči                                                                    | Germania                                                                | 3 – 1                                                                   | Camerun                                                                 | Conf. Cup 2017 - 1º turno                                               | -1                                                                      |                                                                         |
| 29-6-2017                                                               | Soči                                                                    | Germania                                                                | 4 – 1                                                                   | Messico                                                                 | Conf. Cup 2017 - Semifinale                                             | -1                                                                      |                                                                         |
| 2-7-2017                                                                | San Pietroburgo                                                         | Cile                                                                    | 0 – 1                                                                   | Germania                                                                | Conf. Cup 2017 - Finale                                                 | -                                                                       |                                                                         |
| 1-9-2017                                                                | Praga                                                                   | Rep. Ceca                                                               | 1 – 2                                                                   | Germania                                                                | Qual. Mondiali 2018                                                     | -1                                                                      |                                                                         |
| 4-9-2017                                                                | Stoccarda                                                               | Germania                                                                | 6 – 0                                                                   | Norvegia                                                                | Qual. Mondiali 2018                                                     | -                                                                       |                                                                         |
| 5-10-2017                                                               | Belfast                                                                 | Irlanda del Nord                                                        | 1 – 3                                                                   | Germania                                                                | Qual. Mondiali 2018                                                     | -1                                                                      |                                                                         |
| 10-11-2017                                                              | Londra                                                                  | Inghilterra                                                             | 0 – 0                                                                   | Germania                                                                | Amichevole                                                              | -                                                                       |                                                                         |
| 23-3-2018                                                               | Düsseldorf                                                              | Germania                                                                | 1 – 1                                                                   | Spagna                                                                  | Amichevole                                                              | -1                                                                      |                                                                         |
| 8-6-2018                                                                | Leverkusen                                                              | Germania                                                                | 2 – 1                                                                   | Arabia Saudita                                                          | Amichevole                                                              | -1                                                                      | 46’                                                                     |
| 9-9-2018                                                                | Sinsheim                                                                | Germania                                                                | 2 – 1                                                                   | Perù                                                                    | Amichevole                                                              | -1                                                                      |                                                                         |
| 20-3-2019                                                               | Wolfsburg                                                               | Germania                                                                | 1 – 1                                                                   | Serbia                                                                  | Amichevole                                                              | -                                                                       | 46’                                                                     |
| 9-10-2019                                                               | Dortmund                                                                | Germania                                                                | 2 – 2                                                                   | Argentina                                                               | Amichevole                                                              | -2                                                                      |                                                                         |
| 19-11-2019                                                              | Francoforte sul Meno                                                    | Germania                                                                | 6 – 1                                                                   | Irlanda del Nord                                                        | Qual. Euro 2020                                                         | -1                                                                      |                                                                         |
| 31-3-2021                                                               | Duisburg                                                                | Germania                                                                | 1 – 2                                                                   | Macedonia del Nord                                                      | Qual. Mondiali 2022                                                     | -2                                                                      |                                                                         |
| 8-10-2021                                                               | Amburgo                                                                 | Germania                                                                | 2 – 1                                                                   | Romania                                                                 | Qual. Mondiali 2022                                                     | -1                                                                      |                                                                         |
| 14-11-2021                                                              | Erevan                                                                  | Armenia                                                                 | 1 – 4                                                                   | Germania                                                                | Qual. Mondiali 2022                                                     | -1                                                                      |                                                                         |
| 26-3-2022                                                               | Sinsheim                                                                | Germania                                                                | 2 – 0                                                                   | Israele                                                                 | Amichevole                                                              | -                                                                       | 46’                                                                     |
| 23-9-2022                                                               | Lipsia                                                                  | Germania                                                                | 0 – 1                                                                   | Ungheria                                                                | UEFA Nations League 2022-2023 - 1º turno                                | -1                                                                      |                                                                         |
| 26-9-2022                                                               | Londra                                                                  | Inghilterra                                                             | 3 – 3                                                                   | Germania                                                                | UEFA Nations League 2022-2023 - 1º turno                                | -3                                                                      |                                                                         |
| 25-3-2023                                                               | Magonza                                                                 | Germania                                                                | 2 – 0                                                                   | Perù                                                                    | Amichevole                                                              | -                                                                       |                                                                         |
| 28-3-2023                                                               | Colonia                                                                 | Germania                                                                | 2 – 3                                                                   | Belgio                                                                  | Amichevole                                                              | -3                                                                      |                                                                         |
| 16-6-2023                                                               | Varsavia                                                                | Polonia                                                                 | 1 – 0                                                                   | Germania                                                                | Amichevole                                                              | -1                                                                      |                                                                         |
| 20-6-2023                                                               | Gelsenkirchen                                                           | Germania                                                                | 0 – 2                                                                   | Colombia                                                                | Amichevole                                                              | -2                                                                      |                                                                         |
| 9-9-2023                                                                | Wolfsburg                                                               | Germania                                                                | 1 – 4                                                                   | Giappone                                                                | Amichevole                                                              | -4                                                                      |                                                                         |
| 12-9-2023                                                               | Dortmund                                                                | Germania                                                                | 2 – 1                                                                   | Francia                                                                 | Amichevole                                                              | -1                                                                      |                                                                         |
| 14-10-2023                                                              | East Hartford                                                           | Stati Uniti                                                             | 1 – 3                                                                   | Germania                                                                | Amichevole                                                              | -1                                                                      |                                                                         |
| 17-10-2023                                                              | Filadelfia                                                              | Messico                                                                 | 2 – 2                                                                   | Germania                                                                | Amichevole                                                              | -2                                                                      |                                                                         |
| 23-3-2024                                                               | Lione                                                                   | Francia                                                                 | 0 – 2                                                                   | Germania                                                                | Amichevole                                                              | -                                                                       |                                                                         |
| 26-3-2024                                                               | Francoforte sul Meno                                                    | Germania                                                                | 2 – 1                                                                   | Paesi Bassi                                                             | Amichevole                                                              | -1                                                                      |                                                                         |
| 7-9-2024                                                                | Düsseldorf                                                              | Germania                                                                | 5 – 0                                                                   | Ungheria                                                                | UEFA Nations League 2024-2025 - 1º turno                                | -                                                                       |                                                                         |
| 10-9-2024                                                               | Amsterdam                                                               | Paesi Bassi                                                             | 2 – 2                                                                   | Germania                                                                | UEFA Nations League 2024-2025 - 1º turno                                | -2                                                                      |                                                                         |
| 4-6-2025                                                                | Monaco di Baviera                                                       | Germania                                                                | 1 – 2                                                                   | Portogallo                                                              | UEFA Nations League 2024-2025 - Semifinale                              | -2                                                                      |                                                                         |
| 8-6-2025                                                                | Stoccarda                                                               | Germania                                                                | 0 – 2                                                                   | Francia                                                                 | UEFA Nations League 2024-2025 - Finale 3° posto                         | -2                                                                      |                                                                         |
| Totale                                                                  |                                                                         | Presenze                                                                | 44                                                                      |                                                                         | Reti                                                                    | -54                                                                     |                                                                         |

## Palmarès

### Club

#### Competizioni nazionali
- Campionato spagnolo: 6

Barcellona: 2014-2015, 2015-2016, 2017-2018, 2018-2019, 2022-2023, 2024-2025
- Coppa di Spagna: 6

Barcellona: 2014-2015, 2015-2016, 2016-2017, 2017-2018, 2020-2021, 2024-2025
- Supercoppa di Spagna: 4

Barcellona: 2016, 2018, 2023, 2025

#### Competizioni internazionali
- UEFA Champions League: 1

Barcellona: 2014-2015
- Supercoppa UEFA: 1

Barcellona: 2015
- Coppa del mondo per club: 1

Barcellona: 2015

### Nazionale

#### Competizioni giovanili
- Campionato d'Europa Under-17: 1

Germania 2009

#### Competizioni maggiori
- Confederations Cup: 1

Russia 2017

### Individuale
- Medaglia Fritz Walter: 2

Bronzo Under-17 2009
Oro Under-19 2011
- Miglior portiere della campionato tedesco di kicker: 1

2011-2012
- Squadra della stagione della UEFA Champions League: 2

2014-2015, 2018-2019
- Parata della stagione della UEFA Champions League: 1

2014-2015 (12 maggio 2015: Bayern Monaco - Barcellona 3-2)
- Squadra dell'anno UEFA: 1

2018
- Trofeo Zamora: 1

2022-2023
- Miglior giocatore della Liga spagnola: 1

2022-2023